# Anita Garibaldi (ópera)
Anita Garibaldi é uma ópera em três atos de Heinz Geyer, com libreto de José Ferreira da Silva.
Inspirada na vida de Anita Garibaldi, a obra estreou em 2 de setembro de 1950, no Teatro Carlos Gomes, em Blumenau, Santa Catarina, como parte da comemoração do centenário da cidade, com regência do próprio compositor. No elenco estavam Norma Cresto (Anita), Lubo Maciuk (Giuseppe  Garibaldi), Leonor Lydia Fuchs, Vitor Bona, Mario Kielwagen e Caetano Deeke Figueiredo.